# Azoture d'éthyle
L'azoture d'éthyle est un composé chimique de formule CH3CH2–N=N+=N−. Il s'agit d'un explosif sensible aux chocs et au chauffage rapide, y compris à température ambiante,. Sa décomposition thermique à l'air libre dégage un mélange toxique d'oxydes d'azote NOx,.